# Nederlands-Transvaalse betrekkingen
De betrekkingen tussen Nederland en de Zuid-Afrikaansche Republiek zijn de internationale betrekkingen tussen Nederland en Transvaal. De relaties gaan terug tot de stichting van de Zuid-Afrikaansche Republiek in 1852 door afstammelingen van Nederlandse kolonisten uit de voormalige Nederlandse Kaapkolonie. Nadat de Nederlandse Kaapkolonie in 1814 definitief in Britse handen viel, groeide de ontevredenheid over het Britse bestuur onder de Nederlandse kolonisten. Vanaf 1836 trokken zij als Voortrekkers uit de Brits geworden Kaapkolonie dieper Afrika in.
De internationale betrekkingen tussen Nederland en de Zuid-Afrikaansche Republiek stonden in het teken van de verwantschap tussen Nederlanders en Afrikaners en kwamen de jure tot een einde in 1902 toen de Zuid-Afrikaansche Republiek de Tweede Boerenoorlog had verloren. Aangezien president Paul Kruger daarna ook nog in ballingschap in Nederland verbleef, bleven de verhoudingen de facto voortbestaan tot 1904 toen Paul Kruger overleed.

## Landenvergelijking
|                | Koninkrijk der Nederlanden                                                         | Zuid-Afrikaansche Republiek                                                           |
| -------------- | ---------------------------------------------------------------------------------- | ------------------------------------------------------------------------------------- |
| Bevolking      | ca. 55 miljoen (1900)                                                              | 890.000 (1900)                                                                        |
| Oppervlakte    | 2.116.934 km² (1900)                                                               | 310.800 km² (1900)                                                                    |
| Dichtheid      | 26,0 inw./km² (1900)                                                               | 2,9 inw./km² (1900)                                                                   |
| Hoofdstad      | Amsterdam                                                                          | Pretoria                                                                              |
| Regeringsvorm  | Constitutionele monarchie - Parlementaire democratie                               | Republiek                                                                             |
| Officiële taal | Nederlands, Maleis (1900)                                                          | Nederlands                                                                            |
| Religie        | Gereformeerd protestantisme (Hervormd), Rooms-Katholiek, Islam, Natuurgodsdiensten | Gereformeerd protestantisme (Hervormd) in de Nederlandse traditie, natuurgodsdiensten |

## Geschiedenis

### Presidentiële bezoeken aan Nederland
In 1875 bezocht president Thomas François Burgers Nederland.
In 1884 bezocht president Kruger Nederland, nadat hij de Conventie van Londen had bijgewoond.
In oktober 1900 werd Paul Kruger door Nederland uit de door het Verenigd Koninkrijk belegerde Zuid-Afrikaansche Republiek geëvacueerd. Hij werd met het Nederlandse pantserdekschip Gelderland uit Lourenço Marques opgehaald. In december kwam Paul Kruger per trein via Zevenaar het land binnen, waarna hij door Koningin Wilhelmina als enige staatshoofd in Europa ontvangen werd.

### Diplomatieke bescherming
Op 14 februari 1876 vond op het Ministerie van Buitenlandse zaken in Den Haag de ondertekening plaats van een traktaat van handel en vriendschap tussen Nederland en de Zuid-Afrikaansche Republiek. Per Koninklijke Boodschap van 3 maart 1877 werd het tractaat ter goedkeuring aangeboden aan de Tweede Kamer. De Volksraad van de Zuid-Afrikaansche Republiek had het verdrag al goedgekeurd op 5 mei 1876. Op 12 april 1877 werd de Zuid-Afrikaansche Republiek evenwel (voor de eerste keer) geannexeerd door het Britse Rijk. Het wetsvoorstel tot goedkeuring van het tractaat werd daarom ingetrokken.
Tijdens de Tweede Boerenoorlog (1899-1902) trad Nederland als beschermende Mogendheid (protecting power) op voor de Zuid-Afrikaansche Republiek (en de Oranje-Vrijstaat) in het Verenigd Koninkrijk. Nederlandse diplomaten onderhielden namens de Zuid-Afrikaansche Republiek de betrekkingen met het Verenigd Koninkrijk, terwijl de Verenigde Staten optrad als beschermende Mogendheid voor de Britten in de Zuid-Afrikaansche Republiek. Hoewel de Zuid-Afrikaansche Republiek de Verenigde Staten weigerde te erkennen als beschermende Mogendheid voor de Britten, kwam aan de noodzaak voor de Britten om een beschermende Mogendheid in de Zuid-Afrikaansche Republiek te hebben een eind toen ze in juni 1900 Pretoria bezetten. Nederland zou de Zuid-Afrikaansche Republiek echter tot het einde van de oorlog diplomatiek blijven vertegenwoordigen.